# Akranes
Akranes – miasto na zachodnim wybrzeżu Islandii, tworzące gminę Akraneskaupstaður, wchodzącą w skład regionu Vesturland. Ulokowane jest na zachodnim krańcu półwyspu położonego między fiordami Hvalfjörður i Grunnarfjörður. Nad miastem dominuje góra Akrafjall (643 m n.p.m.). W okolicach miasta znajduje się również prawie 6 kilometrowy tunel podwodny przeprowadzony pod fiordem Hvalfjörður łączący Mosfellsbær i Akranes. Na początku 2018 roku zamieszkiwało je 7249 osób - stanowi tym samym największą pod względem liczby ludności miejscowość w regionie Vesturland.
Miasto zostało założone około roku 880 przez grupkę irlandzkich mnichów. Dla upamiętnienia roli irlandzkich mnichów na Islandii na lokalnym cmentarzu usytuowany jest kamień pamiątkowy, który został podarowany przez irlandzki rząd z okazji 1100 rocznicy zasiedlenia wyspy.  Miasto otrzymało prawa miejskie w 1941 roku.
Tu ma swoją siedzibę islandzkie wydawnictwo kartograficzne – Landmælingar Íslands. W mieście bardzo dobrze rozwinięte jest rybołówstwo, przetwórstwo rybne i  handel, znajduje się tu również cementownia. W mieście jest szkoła handlowa, szkoła średnia, szpital, stadion sportowy, geotermalny basen kąpielowy, pole golfowe, plaża Langisandur oraz muzeum ludowe. W Akranes jest dobrze prosperujący przystosowany do różnych zajęć, port z latarnią morską. Naprzeciwko domu starców stoi rzeźba Wyzwanie Gréty Magnúsa Tómassona a na placu Akratorg rzeźba Marteinna Guðmundssona, zatytułowana: Pamięci marynarzy.

## Przypisy

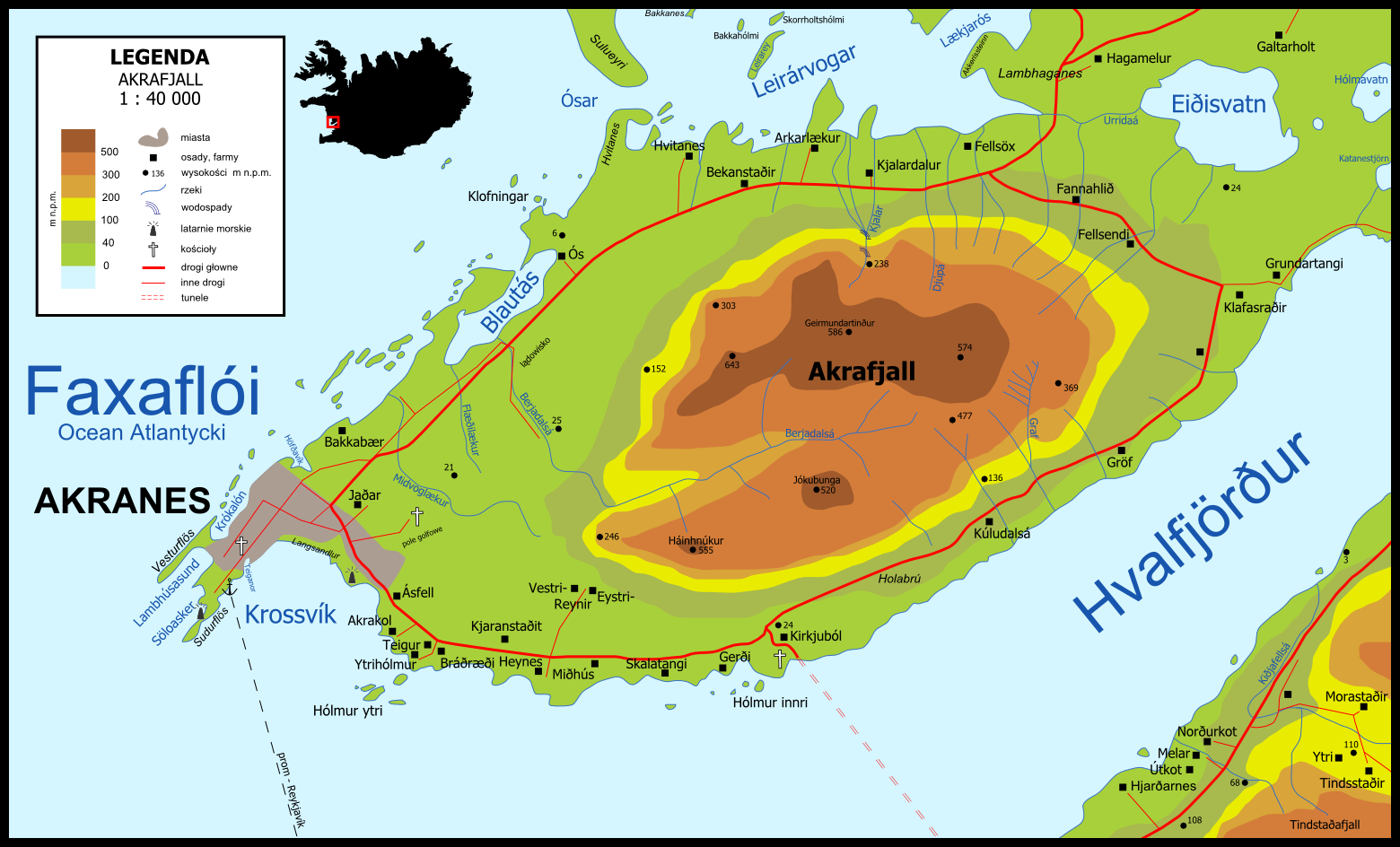
Mapa okolic miasta
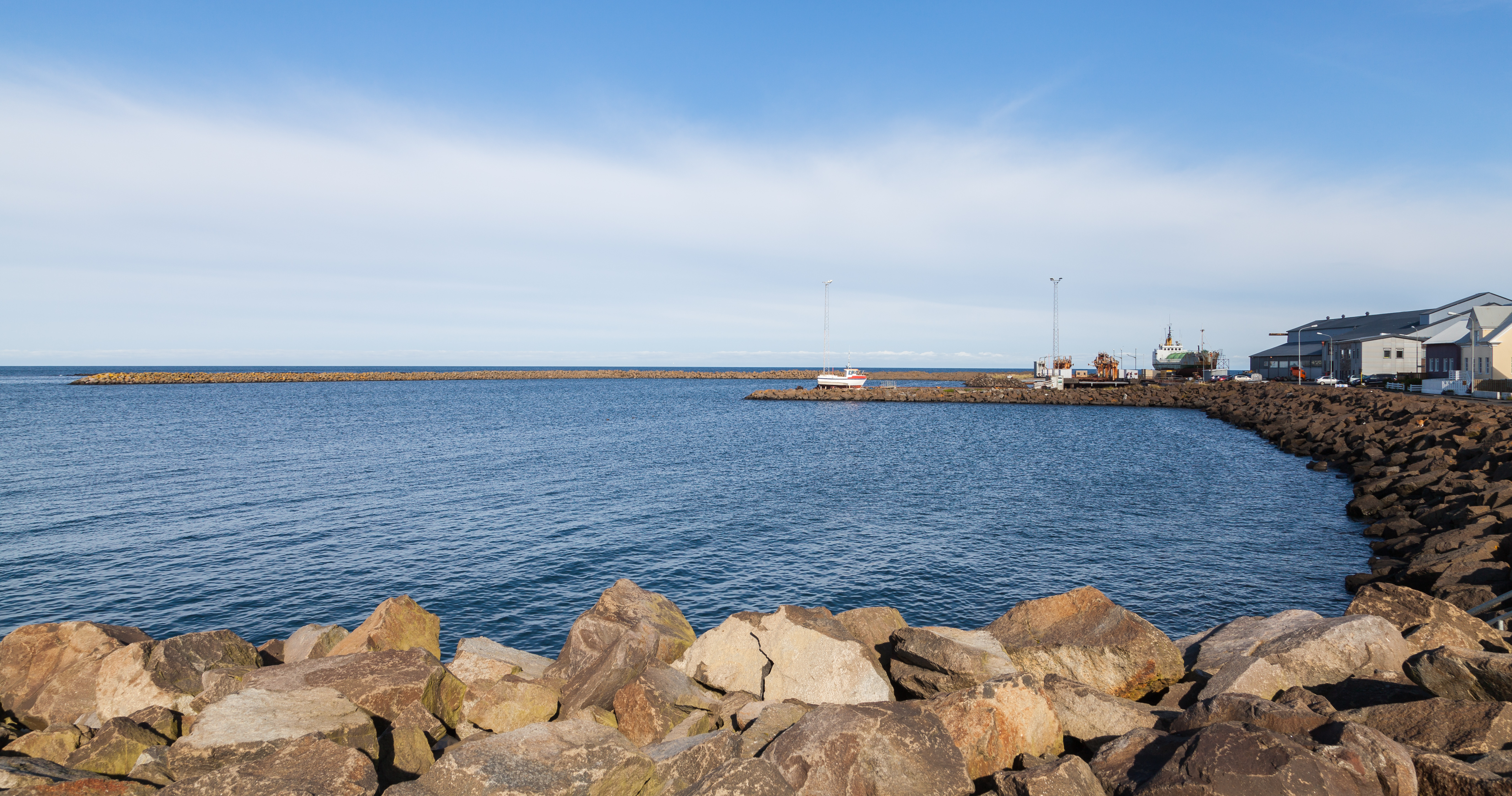
Port
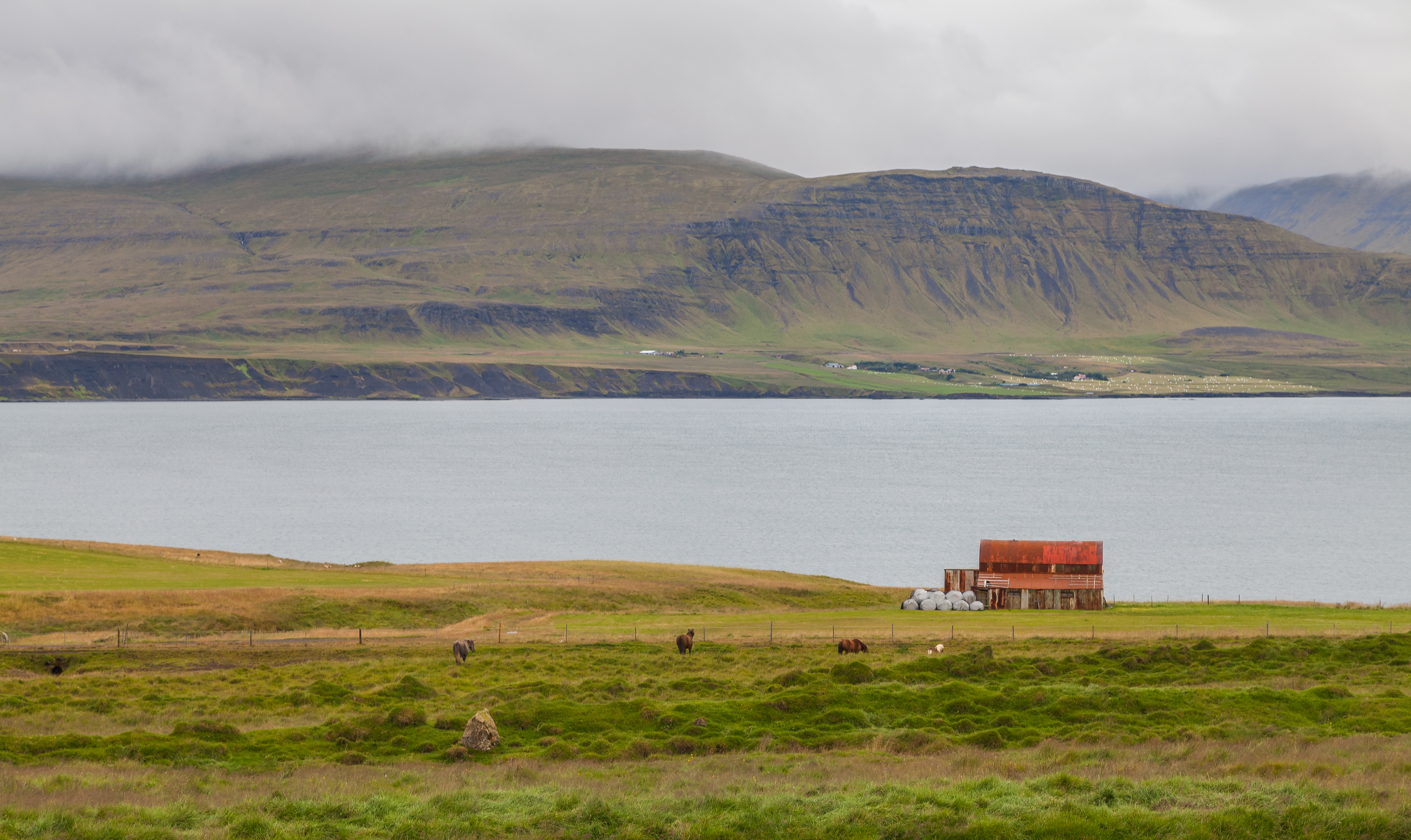
Gospodarstwo w pobliżu Akranes
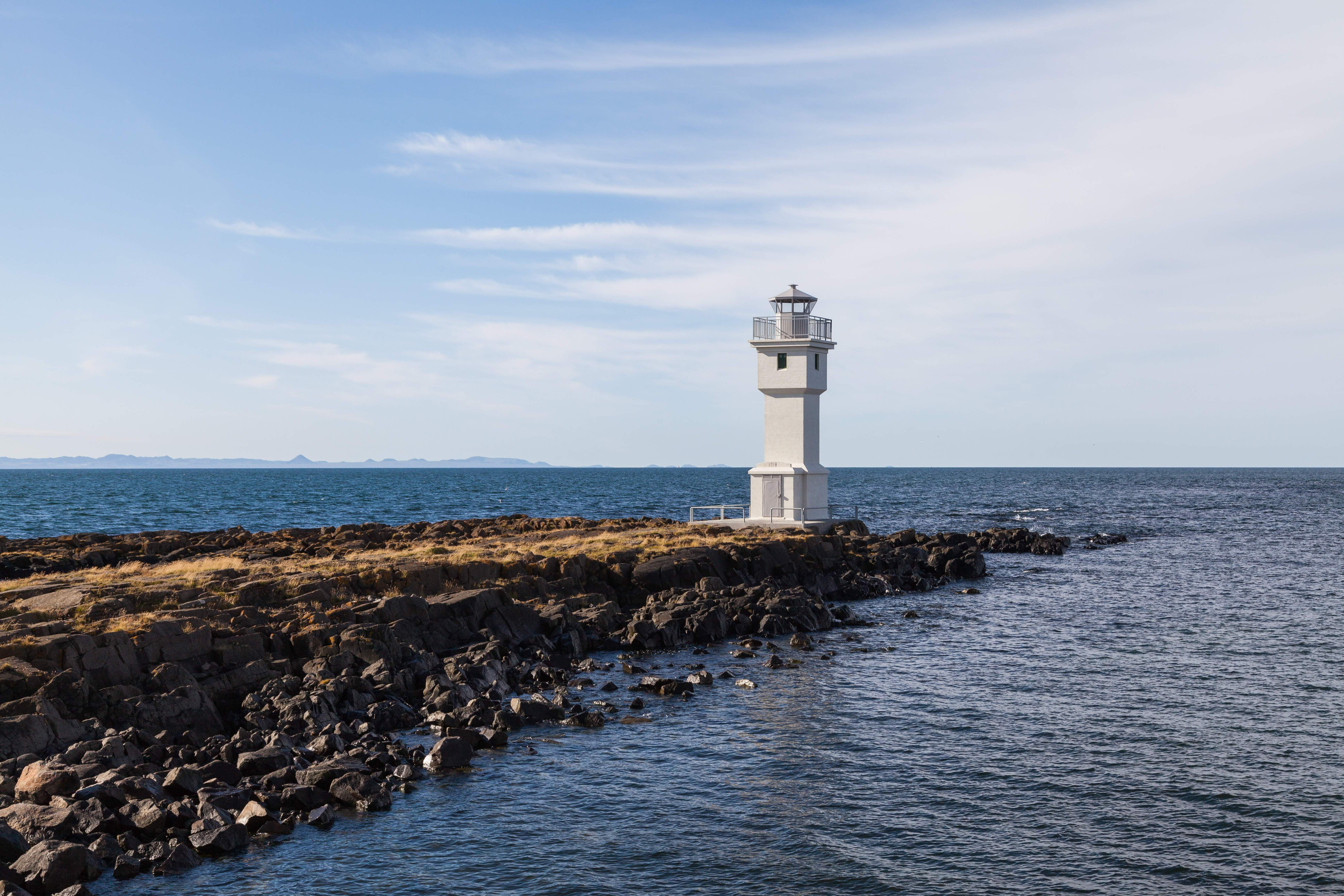
Stara latarnia w Akranes
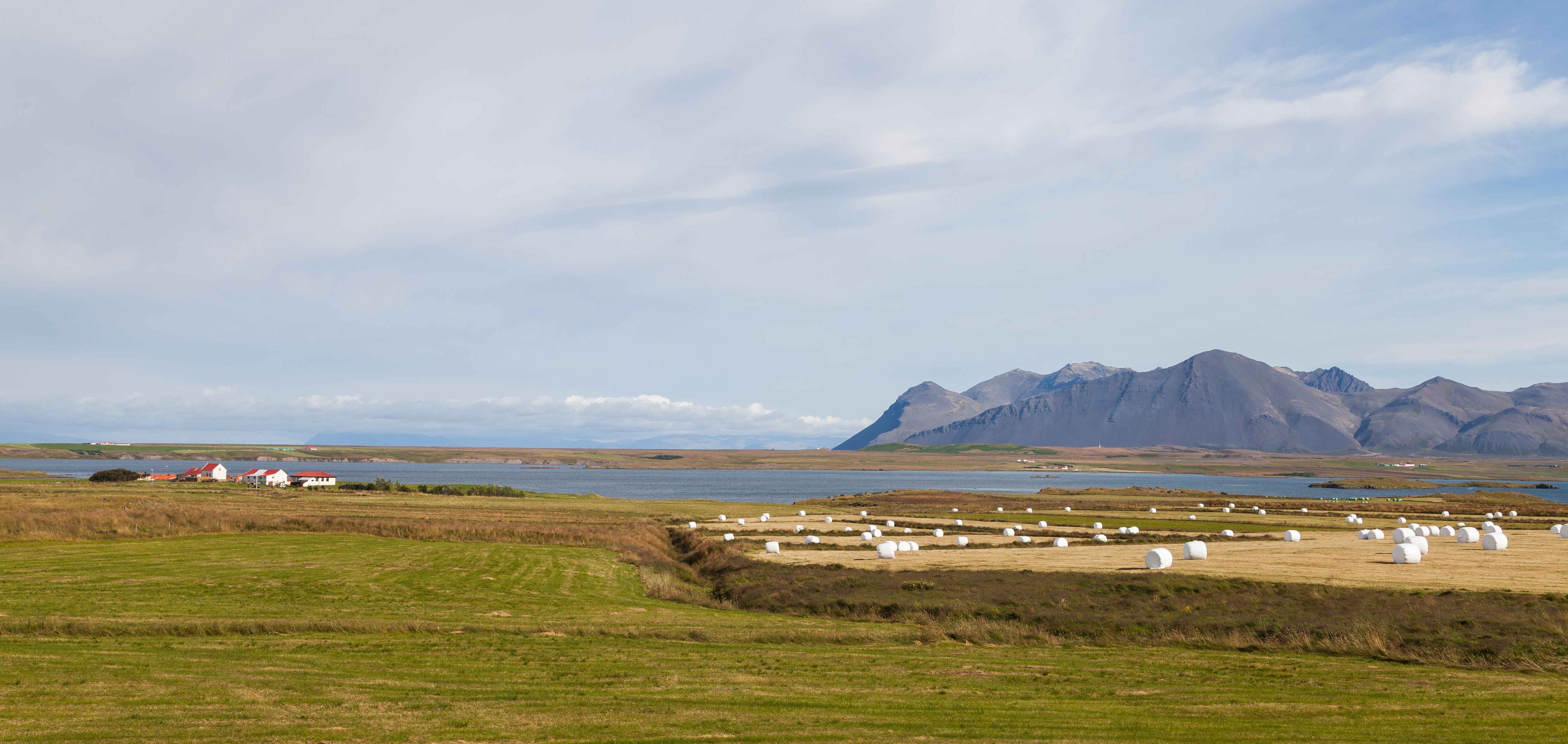
Bele słomy w pobliżu Akranes
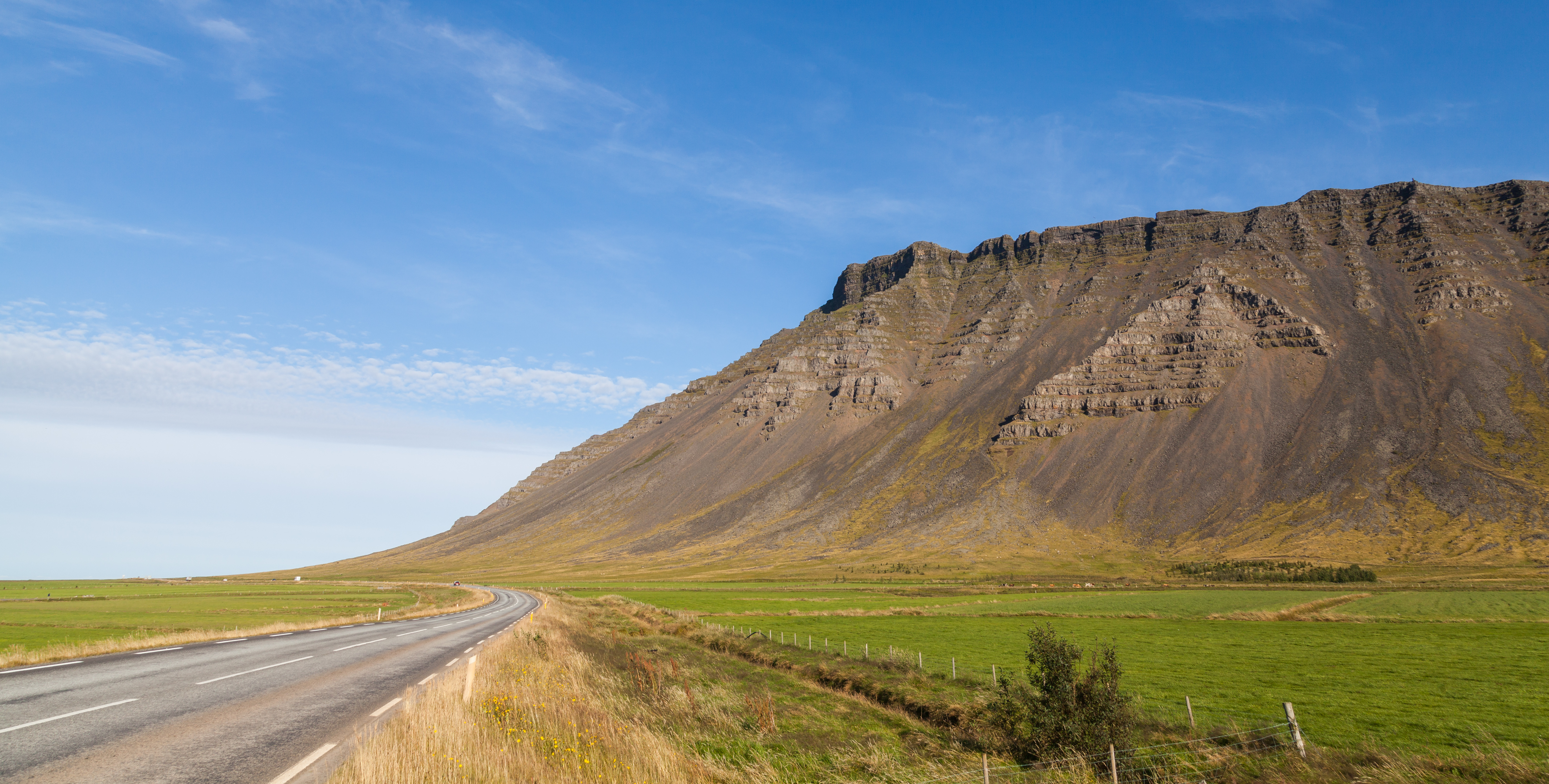
Droga do Akranes